# Codice civile per il Regno di Sardegna

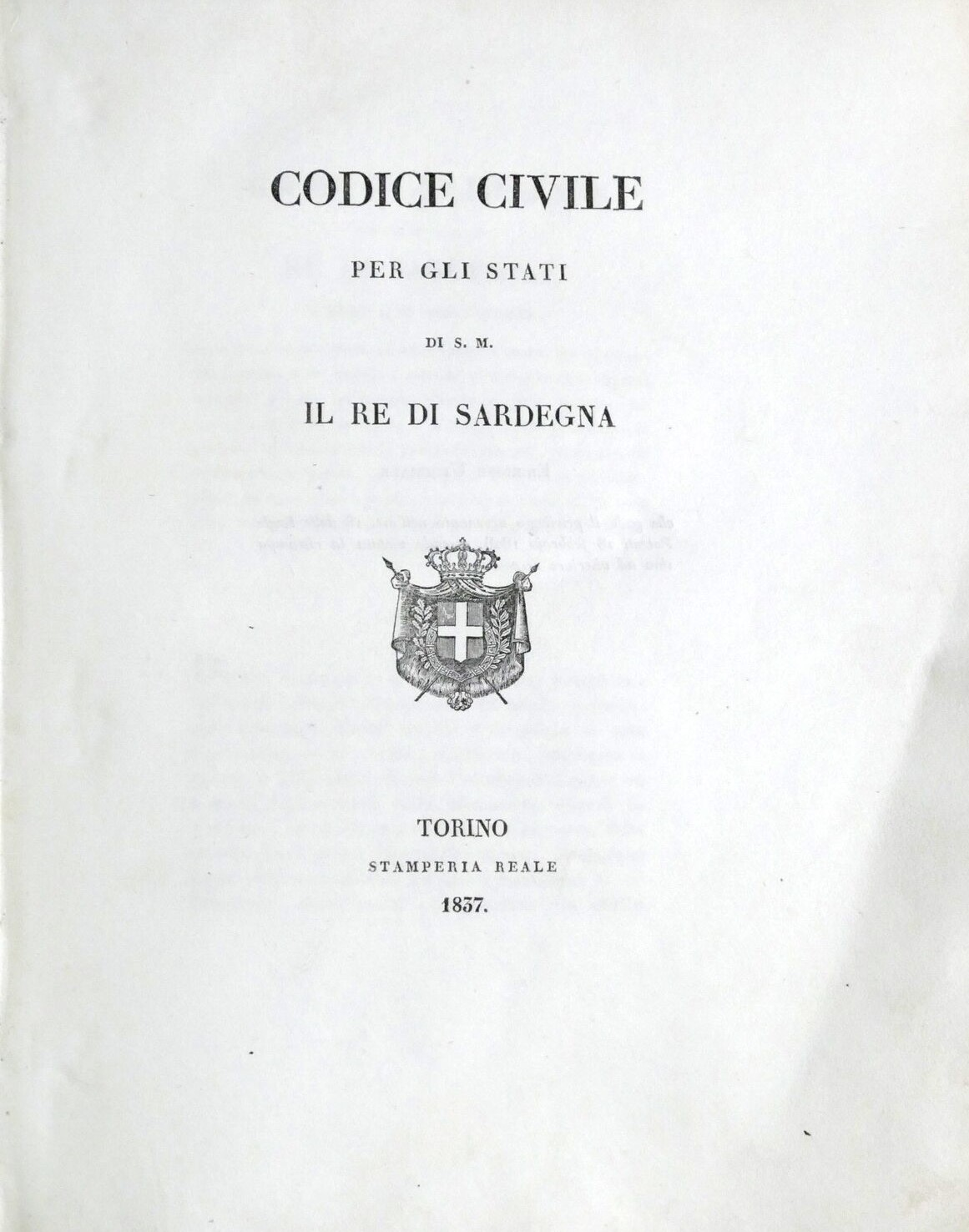
Il codice civile nella prima edizione del 1837

Il Codice civile per gli stati di Sua Maestà il re di Sardegna (detto codice albertino) fu promulgato da Carlo Alberto il 20 giugno 1837 ed entrò in vigore nel Regno di Sardegna il 1º gennaio 1838.
Il codice comprendeva 2415 articoli suddivisi in tre libri, seguendo la tripartizione del Code Napoléon: persone; diritti reali; successioni e contratti.

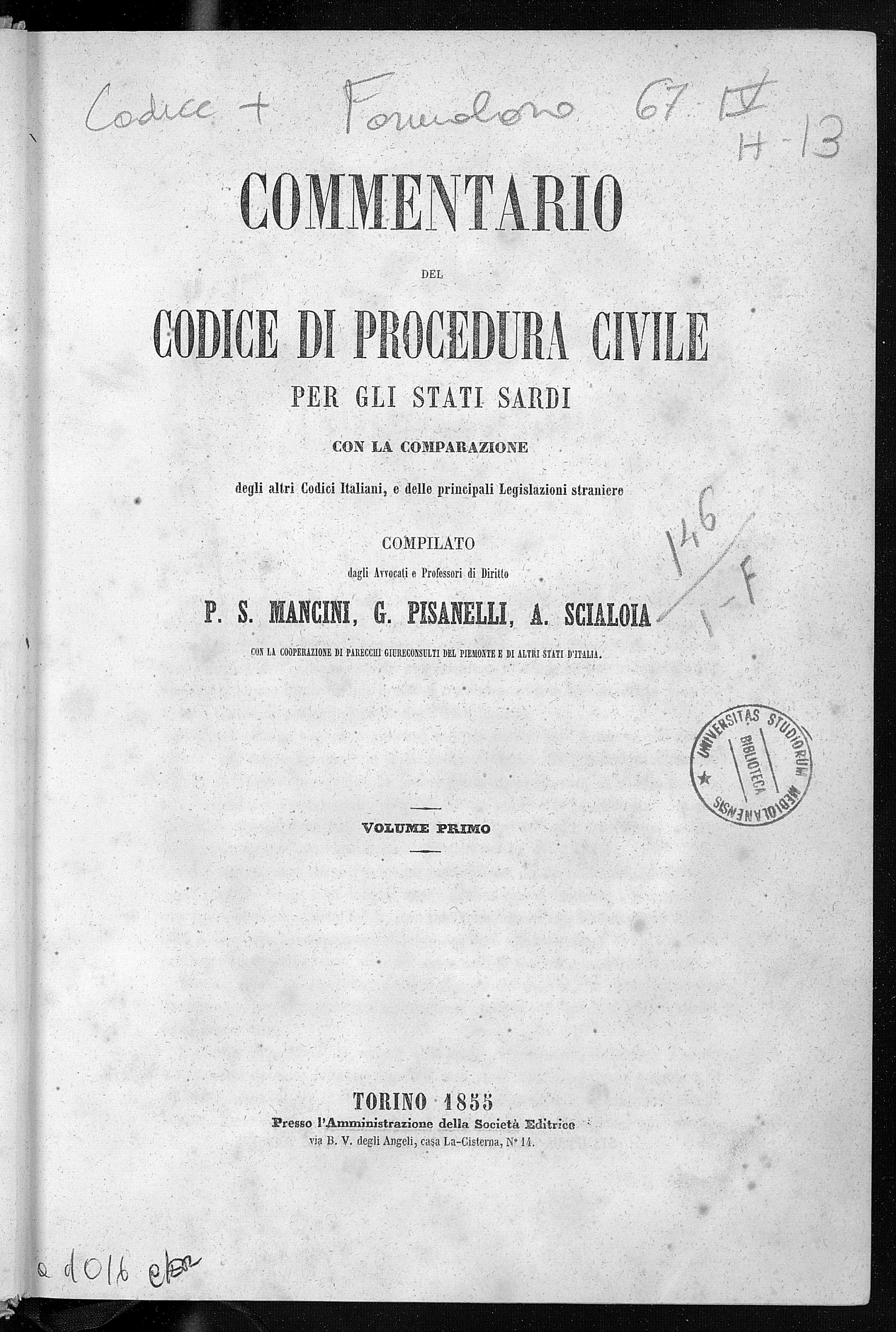
Pasquale Stanislao Mancini, Commentario del Codice di procedura civile per gli Stati sardi, 1855

Dopo l'Unità d'Italia, il codice civile sardo non fu automaticamente esteso a tutte le regioni italiane, dove, invece, rimanevano in vigore le legislazioni precedenti. Una legislazione uniforme per tutto il Regno d'Italia si ebbe col codice civile del 1865.